# Artona celebensis
Artona celebensis es una especie de polilla del género Artona, familia Zygaenidae.
Fue descrita científicamente por Jordan en 1908.